# Carlos Luís de Bourbon e Bragança
Carlos Luís Maria Fernando (Madrid, 31 de Janeiro de 1818 – Trieste, 13 de Janeiro de 1861), Infante da Espanha, foi o primogênito do infante Carlos, Conde de Molina e de sua primeira esposa, a infanta Maria Francisca de Portugal, terceira filha do rei João VI de Portugal e da rainha consorte Carlota Joaquina da Espanha. Assim como seu pai, era pretendente carlista ao trono espanhol sob o nome de Carlos VI, e líder das Guerras Carlistas para fazerer valer os seus direitos ao trono espanhol, sem sucesso.
Também conhecido como Conde de Montemolín, Carlos Luís casou com a princesa Maria Carolina das Duas Sicílias, filha do rei Francisco I das Duas Sicílias e de sua segunda esposa, a rainha Maria Isabel da Espanha, o casal não teve filhos.
Foi cavaleiro da Ordem do Tosão de Ouro.
Em abril de 1860 ele e o irmão Fernando desembarcaram na foz do rio Ebro, mas não houve qualquer levante carlista e os príncipes salvaram a vida ao terem renunciado aos seus direitos dinásticos. Em Colónia, em 15 de junho, Carlos publicamente retirou sua renúncia, alegando que fora extorquida por medo.
Morreu envenenado tal como sua mulher, ambos sepultados em Trieste.